# Provinz Guercif

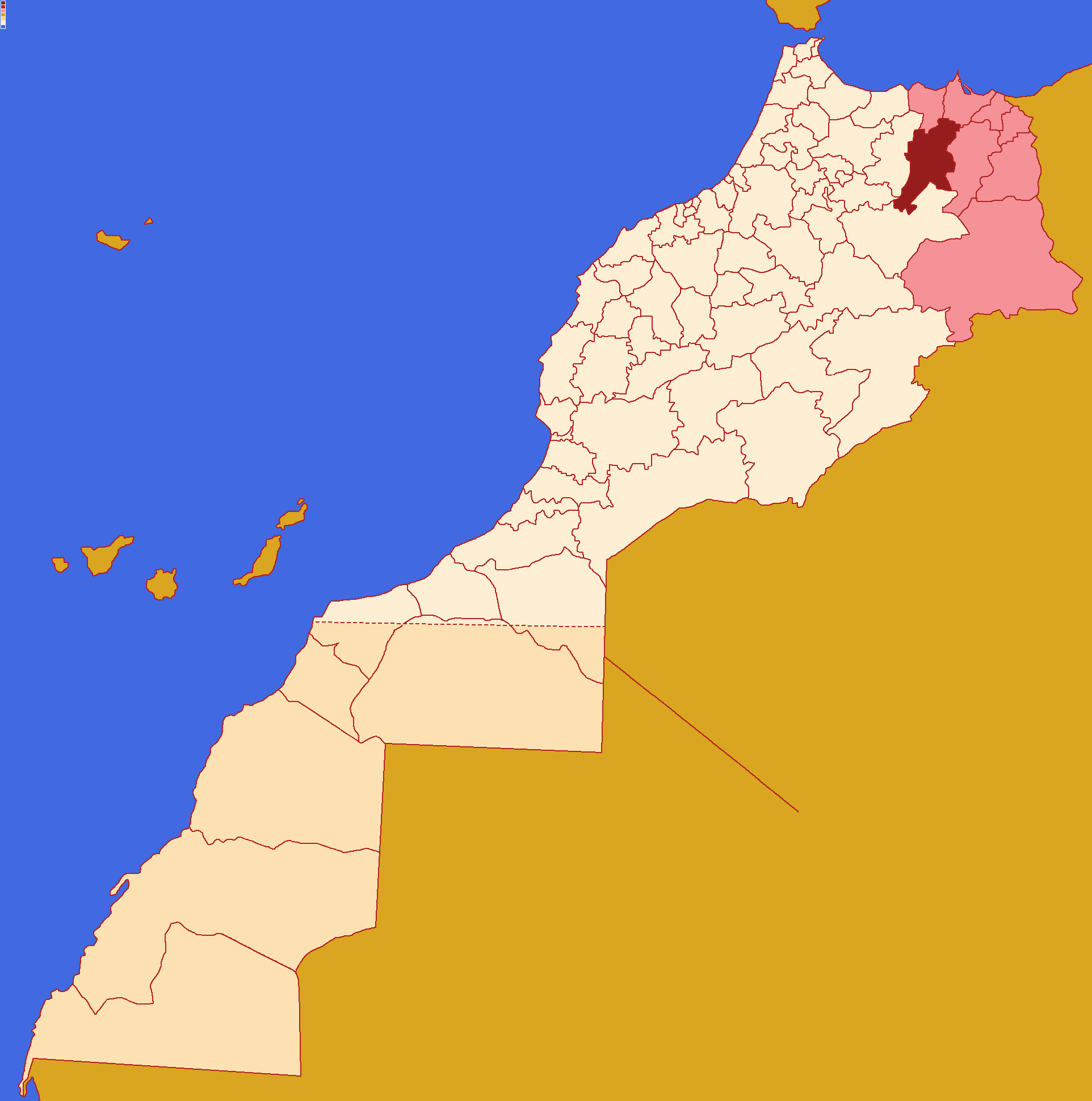
Provinz Guercif in der Region Oriental

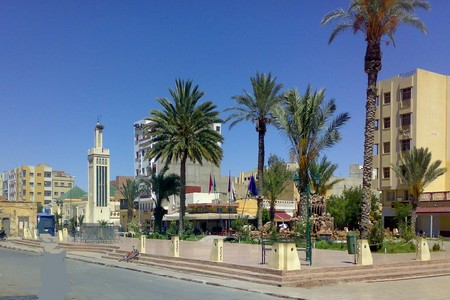
Innenstadt von Guercif

Die knapp 4000 km² große und etwa 200.000 Einwohner zählende Provinz Guercif ist seit 2015 Teil der marokkanischen Region Oriental. Die Provinzhauptstadt ist die gleichnamige Stadt Guercif.

## Geographie

### Lage
Die Provinz Guercif grenzt im Süden an die Provinz Boulemane, im Südwesten an die Provinz Sefrou, im Westen an die Provinz Taza, im Norden an die Provinz Driouch, im Nordosten an die Provinz Nador und im Osten an die Provinz Taourirt.

### Landschaft
Während der nördliche Teil der Provinz Guercif noch zu den östlichen Ausläufern des Rifgebirges gehört, zählt der südliche Teil zu den Ausläufern des Mittleren Atlas. Das Landschaftsprofil ist demzufolge hügelig mit einer durchschnittlichen Höhe von etwa 400 m ü. d. M. Die Provinz und ihre Hauptstadt werden durchflossen vom Oued Moulouya, einem der längsten Flüsse Marokkos.

### Klima
Die Tageshöchsttemperaturen erreichen im Sommer 35 bis 40 °C; in den Wintermonaten sind es etwa 15 bis 25 °C. Nachts kühlt es sich – je nach Bewölkung – auf 15 bis 20 °C im Sommer bzw. 5 bis 10 °C im Winter ab. In den vier Wintermonaten November bis Februar fällt annähernd 90 % der jährlichen Niederschlagsmenge, doch gibt es auch tagelange, manchmal sogar wochenlange Sonnenscheinperioden.

## Bevölkerung
Im Jahr 1950 hatte die Stadt Guercif etwa 3600 Einwohner – darunter 360 Europäer (meist Franzosen), 2835 Marokkaner (etwa zur Hälfte Araber und Berber) und 460 Juden. Im Jahre 1964 zählte die Stadt etwa 5.500 Einwohner; heute sind es etwa 65.000. Über 80 % der Einwohner der Provinz sind berberischer Abstammung; viele sind erst seit den 1970er Jahren aus ihren angestammten Heimatregionen in die Klein- und Mittelstädte abgewandert. Während die Berber meist in Handwerk, Kleinhandel und Transportwesen tätig sind, besetzt der arabisch-stämmige Teil der Bevölkerung meist die führenden Positionen in Verwaltung, Bankwesen, Handel und Industrie; darüber hinaus sind sie als Anwälte, Ärzte, Ingenieure etc. tätig. Nur die Stadt Guercif wird bislang als commune urbaine eingestuft; die übrigen Gemeinden gelten, obwohl sie durchaus manchmal kleinstädtischen Charakter haben, immer noch als Landgemeinden (communes rurales).

## Wirtschaft
Während die Bewohner der Region früher in erster Linie als Halbnomaden (Transhumanten) oder als Selbstversorger von der Landwirtschaft lebten, wird nach der Verbesserung der Infrastruktur während und nach der französischen Kolonialzeit mehr und mehr für die städtischen Märkte produziert. Auf den fruchtbaren Böden wird in erster Linie Getreide (Gerste und Weizen) angebaut, aber auch Olivenplantagen sind häufig zu sehen. In den Städten entwickelt sich infolge von Zuwanderung und Arbeitsteilung eine Art Eigendynamik, die manchmal durchaus europäische Züge annimmt.

## Geschichte
Im ersten Jahrtausend n. Chr. war die Region Durchgangsgebiet für römische bzw. arabisch-islamische Heere. Die Region Taza-Guercif hat lediglich in der Zeit der Auseinandersetzung zwischen Almohaden und Meriniden im ausgehenden 13. Jahrhundert eine bedeutende Rolle gespielt. Der Merinidensultan Abu Said Utman II. (reg. 1310–1331) ließ die damals kleine Stadt Guercif mit einer Mauer aus Stampflehm umgeben, von der sich jedoch nichts erhalten hat. Die Provinz Guercif wurde erst im Jahre 2009 durch Teilung der Provinz Taza geschaffen. Bis 2015 gehörte sie zur Region Taza-Al Hoceïma-Taounate.

## Sehenswürdigkeiten
Historische oder kulturelle Sehenswürdigkeiten gibt es in der Provinz nicht.